# Costa de Oro

Karte von Canelones mit der in Rot markierten Costa de Oro

Costa de Oro ist die Bezeichnung für den Küstenabschnitt am linksseitigen Ufer des Río de la Plata östlich der uruguayischen Landeshauptstadt Montevideo zwischen den Mündungen des Arroyo Pando und des Arroyo Solís Grande. An diesem Küstenabschnitt liegen eine Reihe von Badeorten und Städten, die alle über die Ruta Interbalnearia erreichbar sind.
Die Costa de Oro liegt auf dem Gebiet des Departamento Canelones und bezeichnet, abgesehen von Ciudad de la Costa, dessen ganze Küste.

## Badeorte an der Costa de Oro von Westen nach Osten
- Neptunia
- Pinamar-Pinepark
- Salinas
- Marindia
- Fortín de Santa Rosa
- Villa Argentina
- Atlántida
- Las Toscas
- Parque del Plata
- La Floresta
- Costa Azul
- Bello Horizonte
- Guazú-Virá
- San Luis
- Los Titanes
- La Tuna
- Araminda
- Santa Lucía del Este
- Biarritz
- Cuchilla Alta
- El Galeón
- Santa Ana
- Balneario Argentino
- Jaureguiberry